# اوخينيو ديربيز
اوخينيو ديربيز (بالإسبانية: Eugenio Derbez)‏ ممثل وكاتب ومنتج ومخرج مكسيكي، من مواليد (مكسيكو سيتي) في الثاني من سبتمبر 1961. نال شهادته في الإخراج السينمائي من (معهد المسرح والسينما المكسيكي)، كما نال شهادته في التمثيل من مدرسة (تيليفسيا) للتمثيل، كما أنه درس وتدرّب على فنون الرقص، الغناء، والموسيقى.
ينحدر اوخينو من عائلة فنية فهو ابن الممثلة المكسيكية سيلفيا ديربيز التي لمع نجمها خلال العصر الذهبي للسينما المكسيكية .

## روابط خارجية
- اوخينيو ديربيز على موقع IMDb (الإنجليزية)
- اوخينيو ديربيز على موقع ألو سيني (الفرنسية)
- اوخينيو ديربيز على موقع أول موفي (الإنجليزية)
- اوخينيو ديربيز على موقع بوكس أوفيس موجو (الإنجليزية)
- اوخينيو ديربيز على موقع قاعدة بيانات برودواي على الإنترنت (الإنجليزية)
- اوخينيو ديربيز على موقع قاعدة بيانات الأفلام السويدية (السويدية)
- اوخينيو ديربيز على موقع قاعدة بيانات الفيلم (الإنجليزية)
- اوخينيو ديربيز على موقع كينوبويسك (الروسية)